# Naoki Hommachi
Naoki Hommachi (本街 直樹 Hommachi Naoki?), född 31 juli 1968 i Hyōgo prefektur, är en japansk före detta fotbollsspelare.
Hommachi började sin karriär 1991 i Furukawa Electric (JEF United Ichihara). 1994 flyttade han till NEC Yamagata (Montedio Yamagata). Han avslutade karriären 1999.